# ناحية عسال الورد
ناحية عسال الورد إحدى نواحي سوريا تتبع إداريّاً لمحافظة ريف دمشق منطقة يبرود ومركزها بلدة عسال الورد، بلغ تعداد سكان الناحية 8,766 نسمة حسب التعداد السكاني لعام 2004.

## بلدات وقرى ناحية عسال الورد
عسال الورد، الجبة، وادي النعيم.